# Festuclavin
Festuclavin ist eine natürlich vorkommende chemische Verbindung. Es ist ein zur Gruppe der Clavine zählendes Alkaloid, welches von zahlreichen auf Süßgräsern parasitierenden Mutterkornpilzen und anderen Schlauchpilzen produziert wird. Sein Name leitet sich von seinem Vorkommen im mit Mutterkornpilzen infizierten Festuca rubra (Gewöhnlicher Rotschwingel) ab.

## Vorkommen
Festuclavin besitzt auf Grund seiner Schlüsselposition in der Biosynthese von Mutterkornalkaloiden vom Dihydroclavin-Typ eine recht weite Verbreitung innerhalb der Gruppe der Mutterkornalkaloide produzierenden Organismen. Ursprünglich wurde Festuclavin im Mutterkorn sowie bei befallenen Süßgräsern der Gattungen der Glanzgräser (Phalaris) und der Kammquecken (Agropyron) gefunden. Neben verschiedenen Mutterkornpilzen der Gattungen Claviceps und Epichloë gelten auch die phylogenetisch weiter entfernten Vertreter der Familie Trichocomaceae, insbesondere aus den Gattungen Aspergillus und Penicillium, als Produzenten dieses Clavins.
Besonders auffällig ist das Vorkommen von Festuclavin und anderen Clavinen in Windengewächsen. Hier sind sie sowohl Bestandteil ihres toxischen Prinzips und der psychotropen Wirkung der rituell genutzten Windengewächsdrogen Ololiuqui (insbesondere aus Turbina corymbosa) und Tlitliltzin (Ipomoea violacea und andere Ipomoea-Arten). Für das Vorkommen von Festuclavin in Windengewächsen wird ein Befall mit Mutterkornpilzen der Gattung Periglandula verantwortlich gemacht.

## Biosynthese
Die Biosynthese von Festuclavin wird durch eine Reihe von Enzymen, die durch einen Cluster sogenannter EAS-Gene (ergot alkaloid synthesis genes = Mutterkornalkaloidsynthesegene) kodiert werden, katalysiert.
In einem ersten Reaktionsschritt wird die Aminosäure Tryptophan mit Dimethylallylpyrophosphat unter Beteiligung des Genprodukts von dmaW, der Dimethylallyltryptophansynthase, zu Dimethylallyltryptophan prenyliert. Eine Methyltransferase katalysiert die N-Methylierung zu N-Methyldimethylallyltryptophan. Der Ringschluss des C-Rings zu Chanoclavin-I erfolgt unter Katalyse der Chanoclavinsynthase. Eine Oxidation von Chanoclavin-I führt zum Chanoclavin-I-aldehyd, welches unter Beteiligung der durch das easA-Gen kodierten Chanoclavincyclase unter Ringschluss des D-Rings und unter Reduktion der Doppelbindung zum Festuclavin zyklisiert wird.
Festuclavin ist zugleich der Ausgangspunkt für die Biosynthese zahlreicher weiterer Alkaloide. So leiten sich die Fumigaclavine aus Aspergillus fumigatus und weiteren Arten sowie die Dihydromutterkornalkaloide, die beispielsweise von Claviceps africana produziert werden, vom Festuclavin ab. Auf diese Weise nimmt Festuclavin eine Schlüsselposition in der Biosynthese der Dihydroclavine ein.

## Eigenschaften

### Chemische und physikalische Eigenschaften
Festuclavin ist leicht löslich in Chloroform, Ethylacetat, Aceton, Methanol, Ethanol, Pyridin, verdünnten Säuren. Seine Löslichkeit in Benzol, Toluol und Diethylether ist hingegen begrenzt. In Petrolether ist Festuclavin unlöslich.
Festuclavin gibt die typischen Nachweisreaktionen auf Mutterkornalkaloide. Dazu zählen insbesondere die Van-Urk-Reaktion und der Nachweis mit Kellers Reagenz.

### Stereochemie

Costaclavin

Festuclavin ist ein chiraler Naturstoff mit drei Asymmetriezentren. Festuclavin besitzt eine All-R-Konfiguration. Als weitere Diastereomere des Festuclavins kommen sein C-8-Epimer Pyroclavin und sein C-10-Epimer Costaclavin in der Natur vor. Ohne Bedeutung ist hingegen das C-5-Epimer.

## Pharmakologie
Festuclavin ist ein Antagonist an α1-Adrenozeptoren und 5-HT2-Rezeptoren. In höherer Dosierung wirkt Festuclavin antimikrobiell und zytostatisch.